# Imperium

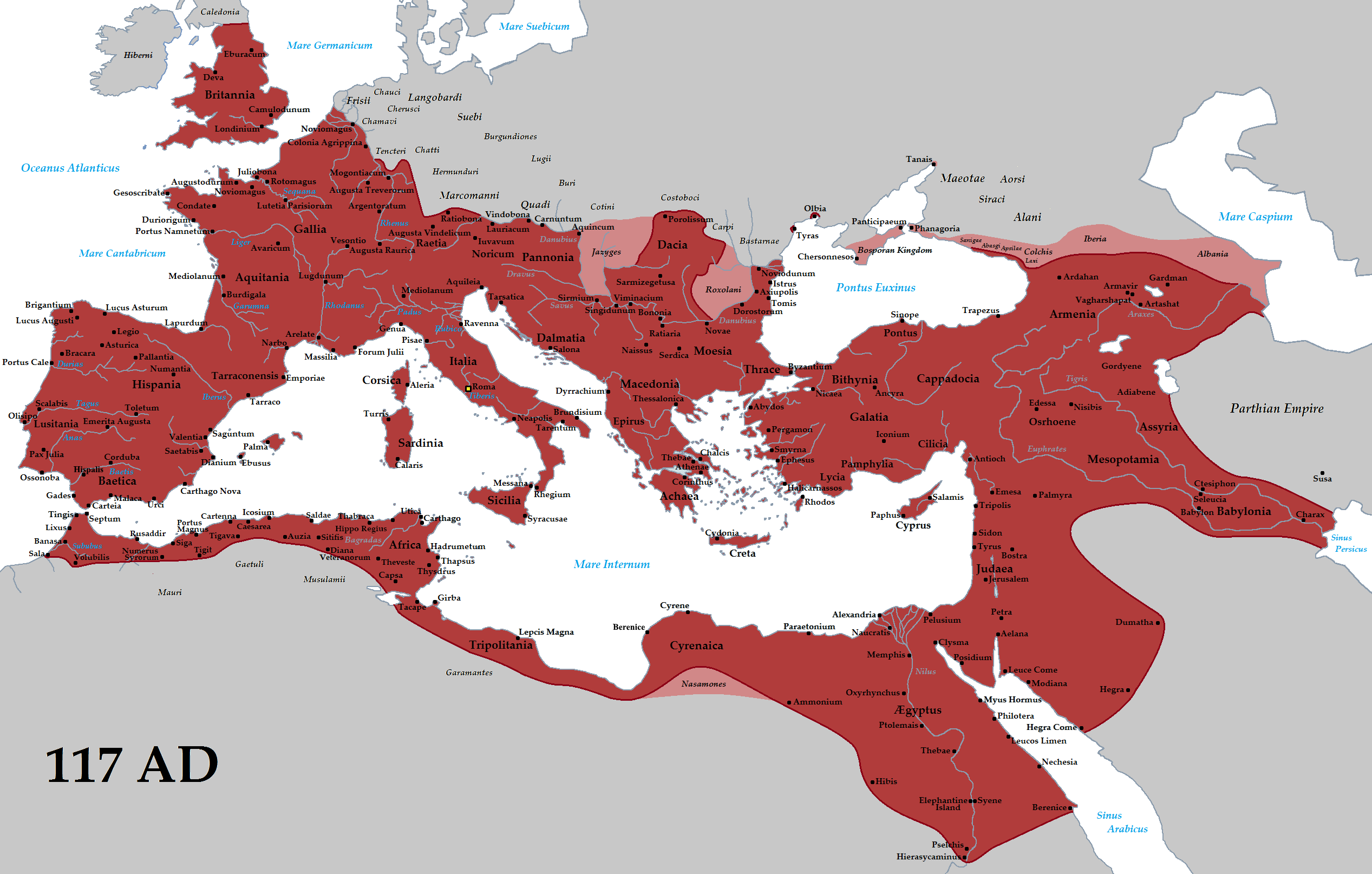
Imperium Rzymskie w okresie swojego największego zasięgu terytorialnego (117 r.)

Imperium (od łac. imperium) – struktura polityczna, władająca na wielkim obszarze terytorialnym. Pochodzi od łac. słowa imperium oznaczającego zakres władzy rzymskich najwyższych urzędników. 
Imperium zorganizowane jest najczęściej wokół państwa, które jest mocarstwem, a jego władza polityczna, gospodarcza i kulturowa wykracza poza własne granice i rozciąga się na inne, podporządkowane jednostki polityczne. Imperium ma charakter ekspansjonistyczny. Powstaje na skutek podbojów i stanowią one ważną część jego potęgi (imperializm). Wewnątrz imperium wytwarza się natomiast pewien porządek społeczny, w ramach którego pokojowo funkcjonuje wiele różnych ludów i bytów politycznych poddanych jednej władzy zwierzchniej. Przykładem takiego porządku może być Pax Romana. Wewnętrzny porządek imperium ma charakter hierarchiczny i opiera się na przeciwstawieniu centrum (mocarstwo) i peryferii (państwa czy terytoria zależne, kolonie, ludy).
Za wzorcowy przykład imperium uznaje się cesarstwo rzymskie, z którego głównego języka pochodzi samo to słowo. Przykładami innych imperiów są: imperium osmańskie, imperium mongolskie, Imperium Rosyjskie, Imperium Inków, Imperium Mali, imperium akadyjskie, imperium japońskie czy imperia kolonialne (imperium brytyjskie, francuskie czy hiszpańskie)
Do pojęcia imperium odwołują się często autorzy fikcyjnych światów, np. Imperium Galaktyczne w świecie Gwiezdnych wojen, Imperium w świecie Warhammer Fantasy i Warhammer 40,000, czy Imperium w cyklu powieści Isaaca Asimova.